# Flaviellus gordoni
Flaviellus gordoni är en skalbaggsart som beskrevs av Brett C.Ratcliffe 1988. Flaviellus gordoni ingår i släktet Flaviellus och familjen Aphodiidae. Inga underarter finns listade i Catalogue of Life.